# Emelie Lundberg
Emelie Lundberg, nascida em 10 de março de 1993, é uma futebolista sueca, que atua como guarda-redes.
Atualmente (2017), joga pelo clube Eskilstuna United da Suécia.
Em 2017, foi chamada à Seleção sueca de futebol feminino.